# Jocelyne
Cet article possède des homonymes et des paronymes, voir Jocelyne (homonymie) et Jocelyn.
Cette page présente le prénom Jocelyne ainsi que ses variantes.
Jocelyne ou Josseline est un prénom féminin. Il peut-être orthographié Jocelyn au féminin dans les pays anglophones.

## Personnalités portant ce prénom
Jocelyne
- Pour l'ensemble des articles sur les personnes portant ce prénom, consulter :
  - la liste des articles dont le titre commence par ce prénom
  - les listes produites par Wikidata : Liste des personnes de prénom « Jocelyne » — même liste en incluant les éventuels prénoms composés qui contiennent « Jocelyne ».

Josseline
- Pour l'ensemble des articles sur les personnes portant ce prénom, consulter :
  - la liste des articles dont le titre commence par ce prénom
  - les listes produites par Wikidata : Liste des personnes de prénom « Josseline » — même liste en incluant les éventuels prénoms composés qui contiennent « Josseline ».

Jocelyn
- Pour l'ensemble des articles sur les personnes portant ce prénom, consulter :
  - la liste des articles dont le titre commence par ce prénom
  - les listes produites par Wikidata : Liste des personnes de prénom « Jocelyn » — même liste en incluant les éventuels prénoms composés qui contiennent « Jocelyn ».